# Шампион
Шампион в спорта, е най-високото отличие в един турнир/първенство. При индивидуалните спортове шампионът е човек, докато при колективните спортове шампионът е цял отбор. Шампионът обикновено се награждава с медал, купа или медал и купа. На отборите шампиони обикновено се дава една купа, а на отделните състезатели от отбора – по медал.

## Етимология
Думата „шампио̀н“ (френски champion от средновековен латински campio по латинското campus 'поле') означава победител в спортно състезание; първенец.